# Onosma sanguinolentum
Onosma sanguinolentum är en strävbladig växtart som beskrevs av Wilhelm Vatke. Onosma sanguinolentum ingår i släktet Onosma och familjen strävbladiga växter. Inga underarter finns listade i Catalogue of Life.